# Skit
Ein Skit (englisch für parodistischer oder satirischer Sketch) ist ein kurzes hörspielartiges Stück auf einem Musikalbum. Skits sind vor allem im Hip-Hop üblich, aber auch in anderen Musikrichtungen wie Contemporary R&B, Dancehall oder Dub. Sie dienen der Selbstdarstellung des Künstlers, der Vermittlung einer politischen Aussage oder einfach der Belustigung. Die Skits eines Albums folgen oft einem einheitlichen thematischen oder stilistischen Schema. Oftmals werden Skits mit einer Melodie oder einem Beat unterlegt.